# Матная песня
«Матная песня» («Хуй») — сингл группы «Ногу свело!», вышедший в декабре 2000 года на лейбле «Мистерия звука».
Обложка сингла на первый взгляд представляет собой коллаж из 120 фотографий коллектива, сделанных во время исполнения песни в одном из московских клубов, который при рассмотрении с расстояния показывает настоящее название произведения.

## Список композиций
| №  | Название             | Длительность |
| -- | -------------------- | ------------ |
| 1. | «Хуй»                | 3:23         |
| 2. | «Хуй (Gothic Mix)»   | 4:31         |
| 3. | «Хуй (Orient Mix)»   | 4:07         |
| 4. | «Хуй (Funny Mix)»    | 2:44         |
| 5. | «Хуй (Marchin' Mix)» | 2:01         |
| 6. | «Аплодисменты»       | 0:12         |
| 7. | «Хуй (Karaoke Mix)»  | 3:24         |
| 8. | Без названия         | 0:47         |

## Резонанс в обществе
В 2001 году руководитель детского фольклорного ансамбля «Игранчики» Татьяна Гвайда предъявила иск группе «Ногу свело!». Присяжные должны были установить, влияет ли дурным образом песня на молодёжь и нужно ли вводить запрет на её публичное воспроизведение. Одним из поводов иска стало то, что слово «хуй» повторяется в песне 51 раз.
Лидер группы Максим Покровский нисколько не сомневался в положительном исходе дела, поэтому защиту группе обеспечивали Ксения Стриж и Найк Борзов, а не адвокаты. Основным аргументом защиты являлось то, что мат является неотъемлемой частью культуры русского народа и самого русского языка, но в обвинении ставили вопрос о морали и нравственности. Итогом этого дела стало признание дурного влияния на молодёжь и ограничение распространения сингла.
Данный случай получил отклик в телевизионной программе «Слушается дело», вышедшей в эфир 17 июня 2001 года в 18:00 по московскому времени на телеканале ТВЦ.
Долгое время песня не исполнялась группой на концертах.